# 钱锺书故居
31°34′27″N 120°17′37″E / 31.57427°N 120.29356°E
钱锺书故居又称钱绳武堂，位于中国江苏省无锡市梁溪区新街巷30号、32号（原无锡城中七尺场），由其祖父钱福炯筹建于1923年，三年后由其叔父钱基厚续建，钱锺书在此度过了童年、少年和青年时期。

## 主题建筑
主体建筑（30号）为平房两进各七间，前进中为大门，东左间为寝庙，东两间为钱锺书父亲钱基博教督子侄之所（称“后东塾”），西三间为钱锺书和伯父母居所（钱锺书被过继为大伯钱基成的嗣子）。后进中三间为大厅绳武堂，东西分别为钱锺书父母和钱福炯的居所，两侧有厢房各一间。东有备弄通往厨房、餐室及柴屋，后有花园。园内西北角为续建建筑（32号），含两层楼房四间和附属平房数间，其中后部有平房一间独成小院，称为“梅花书屋”。30号于2002年10月作为纪念馆对外开放，32号则仍为其后人居住。